# Toronto, Ohio
Toronto là một thành phố thuộc quận Jefferson, tiểu bang Ohio, Hoa Kỳ. Năm 2010, dân số của thành phố này là 5091 người.

## Dân số
- Dân số năm 2000: 5676 người.
- Dân số năm 2010: 5091 người.